# Felsritzungen vom Fluberget

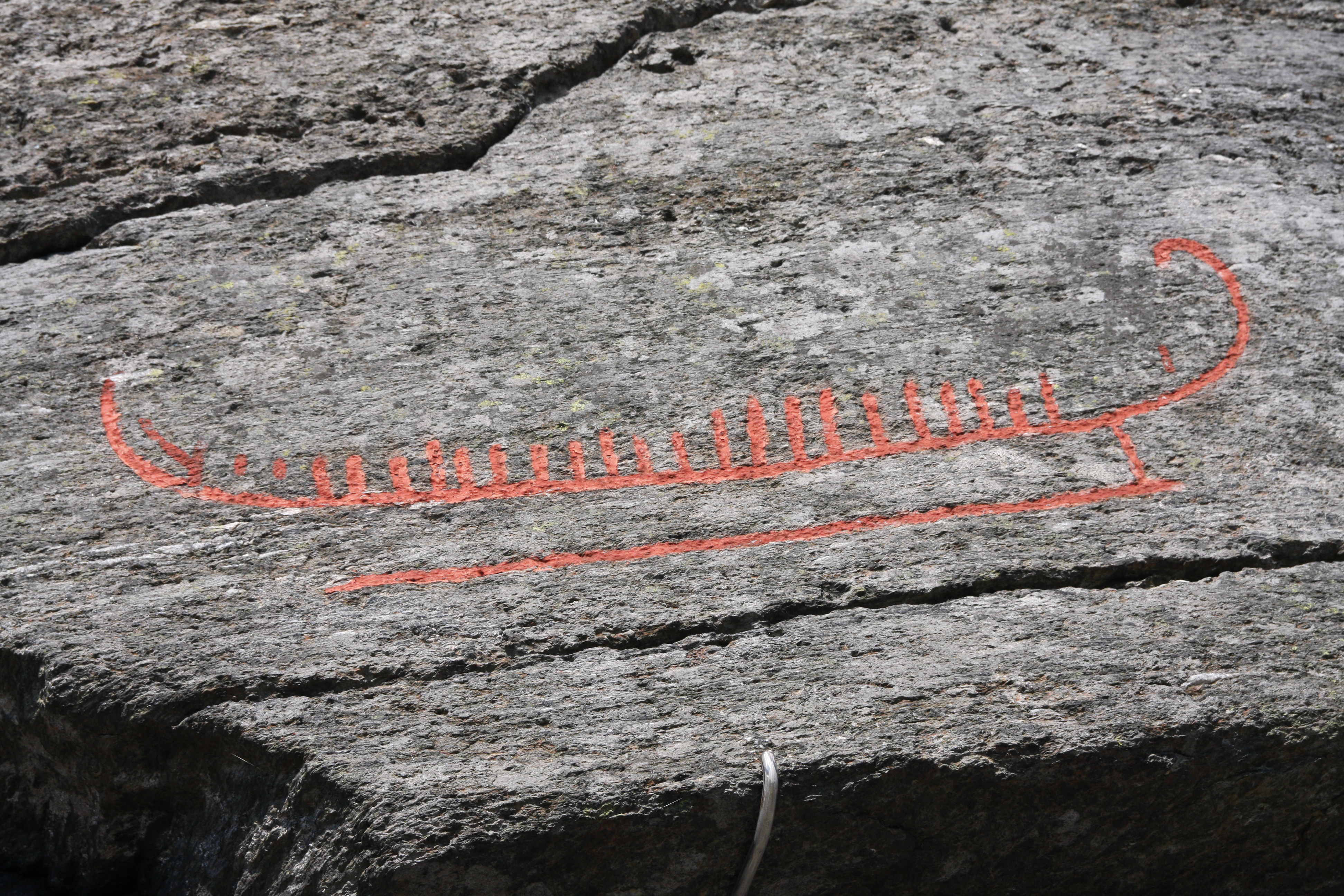
Felsritzung von Fluberget

Die 1879 entdeckten bronzezeitlichen Felsritzungen vom Fluberget (Riksantikvarens ID Nr. 24610) am Hestnesveien, westlich von Stavanger im südlichen Rogaland befinden sich auf dem größten Petroglyphenfeld in Nord-Jæren in Norwegen. Das Petroglyphenfeld liegt auf dem Felsen Fluberget in Hestnes in der Nähe des Hafrsfjordes. 
Basierend auf dem Design unterscheiden die Archäologen zwischen Felsritzungen der Jäger und Sammler und denen der Ackerbauern wie die vom Fluberget. Viele der Felsritzungen sind Boote. Man findet aber auch Hände, Kreise, Ringe, Spiralen und Y- oder Treuddformen. Ansonsten sind die Figuren geometrisch, rot ausgemalt und gut zu erkennen.
Es wird vermutet, dass der Fluberget der Mittelpunkt des Gebietes war, an dem sich Menschen bei religiösen Festen trafen.
In der Nähe liegt das Petroglyphenfeld vom Aubeberget.